# Collegio elettorale di Varese (Regno di Sardegna)
Il collegio elettorale di Varese è stato un collegio elettorale uninominale del Regno di Sardegna.
Fu istituito con la legge 3778 del 20 novembre 1859
Era comporto dal mandamento di Varese e da quello di Cuvio. Alcuni comuni del mandamento di Varese furono attribuiti al collegio elettorale di Tradate: Lomnago, Daverio, Crosio, Galliate, Azzate, Brunello, Gazzada, Schiano, Bizzozero, Malnate, Gurone. 

## Dati elettorali
Nel collegio si svolsero votazioni solo per la VII legislatura.

### VII legislatura
Le votazioni si svolsero in 387 collegi uninominali a doppio turno. Come previsto dalla legge elettorale del 20 novembre 1859, era eletto al primo turno il candidato che «riunisce in suo favore più del terzo dei voti del total numero dei membri componenti il collegio e più della metà dei suffragi dati dai votanti presenti all'adunanza» (art. 91). Se nessun candidato era eletto, al ballottaggio tra i due candidati con più voti era eletto chi otteneva il maggior numero di voti (art. 92) o, in caso di ugual numero di voti, il maggiore d'età (art. 93).
| Partito                            | Partito                            | Candidato                          | Risultati 25 marzo 1860 | Risultati 25 marzo 1860 |
| Partito                            | Partito                            | Candidato                          | Voti                    | %                       |
| ---------------------------------- | ---------------------------------- | ---------------------------------- | ----------------------- | ----------------------- |
|                                    | —                                  | Giuseppe Garibaldi                 | 252                     | 95,45                   |
|                                    | —                                  | Giuseppe Speroni                   | 12                      | 4,55                    |
|                                    |                                    |                                    |                         |                         |
| Iscritti                           | Iscritti                           | Iscritti                           | 468                     | 100,00                  |
| ↳ Votanti (% su iscritti)          | ↳ Votanti (% su iscritti)          | ↳ Votanti (% su iscritti)          | 272                     | 58,12                   |
| ↳ Voti validi (% su votanti)       | ↳ Voti validi (% su votanti)       | ↳ Voti validi (% su votanti)       | 264                     | 97,06                   |
| ↳ Schede non valide (% su votanti) | ↳ Schede non valide (% su votanti) | ↳ Schede non valide (% su votanti) | 8                       | 2,94                    |
| ↳ Astenuti (% su iscritti)         | ↳ Astenuti (% su iscritti)         | ↳ Astenuti (% su iscritti)         | 196                     | 41,88                   |

Il deputato Garibaldi optò per il collegio di Nizza Marittima I il 13 aprile 1860 e il collegio fu riconvocato.
| Partito                            | Partito                            | Candidato                          | Primo turno 6 maggio 1860 | Primo turno 6 maggio 1860 | Ballottaggio 10 maggio 1860 | Ballottaggio 10 maggio 1860 |
| Partito                            | Partito                            | Candidato                          | Voti                      | %                         | Voti                        | %                           |
| ---------------------------------- | ---------------------------------- | ---------------------------------- | ------------------------- | ------------------------- | --------------------------- | --------------------------- |
|                                    | —                                  | Paolo Emilio Beretta               | 100                       | 41,84                     | 158                         | 52,84                       |
|                                    | —                                  | Giuseppe Luigi Gianelli            | 81                        | 33,89                     | 141                         | 47,16                       |
|                                    | —                                  | Giulio Bossi                       | 58                        | 24,27                     |                             |                             |
|                                    |                                    |                                    |                           |                           |                             |                             |
| Iscritti                           | Iscritti                           | Iscritti                           | 468                       | 100,00                    | 468                         | 100,00                      |
| ↳ Votanti (% su iscritti)          | ↳ Votanti (% su iscritti)          | ↳ Votanti (% su iscritti)          | 251                       | 53,63                     | 302                         | 64,53                       |
| ↳ Voti validi (% su votanti)       | ↳ Voti validi (% su votanti)       | ↳ Voti validi (% su votanti)       | 239                       | 95,22                     | 299                         | 99,01                       |
| ↳ Schede non valide (% su votanti) | ↳ Schede non valide (% su votanti) | ↳ Schede non valide (% su votanti) | 12                        | 4,78                      | 3                           | 0,99                        |
| ↳ Astenuti (% su iscritti)         | ↳ Astenuti (% su iscritti)         | ↳ Astenuti (% su iscritti)         | 217                       | 46,37                     | 166                         | 35,47                       |

L'elezione fu annullata per irregolarità nel voto: si votò con schede scritte fuori della sala elettorale; l'urna non fu custodita sempre da tre membri dell'ufficio; la lista elettorale non fu controfirmata; ed i nomi che in essa figurano come votanti sono inferiori al numero delle schede trovate nell’urna. 
Il collegio fu riconvocato.
| Partito                            | Partito                            | Candidato                          | Primo turno 1º luglio 1860 | Primo turno 1º luglio 1860 | Ballottaggio 5 luglio 1860 | Ballottaggio 5 luglio 1860 |
| Partito                            | Partito                            | Candidato                          | Voti                       | %                          | Voti                       | %                          |
| ---------------------------------- | ---------------------------------- | ---------------------------------- | -------------------------- | -------------------------- | -------------------------- | -------------------------- |
|                                    | —                                  | Giulio Bossi                       | 77                         | 35,48                      | 150                        | 66,08                      |
|                                    | —                                  | Paolo Emilio Beretta               | 73                         | 33,64                      | 77                         | 33,92                      |
|                                    | —                                  | Giuseppe Luigi Gianelli            | 67                         | 30,88                      |                            |                            |
|                                    |                                    |                                    |                            |                            |                            |                            |
| Iscritti                           | Iscritti                           | Iscritti                           | 468                        | 100,00                     | 468                        | 100,00                     |
| ↳ Votanti (% su iscritti)          | ↳ Votanti (% su iscritti)          | ↳ Votanti (% su iscritti)          | 247                        | 52,78                      | 228                        | 48,72                      |
| ↳ Voti validi (% su votanti)       | ↳ Voti validi (% su votanti)       | ↳ Voti validi (% su votanti)       | 217                        | 87,85                      | 227                        | 99,56                      |
| ↳ Schede non valide (% su votanti) | ↳ Schede non valide (% su votanti) | ↳ Schede non valide (% su votanti) | 30                         | 12,15                      | 1                          | 0,44                       |
| ↳ Astenuti (% su iscritti)         | ↳ Astenuti (% su iscritti)         | ↳ Astenuti (% su iscritti)         | 221                        | 47,22                      | 240                        | 51,28                      |